# Ragnagard
Ragnagard, intitolato originariamente Shinohken (神凰拳?, Shin'ōken) in Giappone, è un videogioco picchiaduro arcade 2D sviluppato da Saurus con System Vision e pubblicato da SNK. I personaggi del gioco sono tutti basati sulle divinità shintoiste.

## Trama
Per creare un nuovo paradiso, la "Terra", il dio supremo Arc Orion organizza una battaglia per unificare il mondo e cedere il diritto di governare il paradiso attuale a qualcun altro. Otto dei si sono candidati per partecipare alla battaglia.
Agli dei che hanno vinto la battaglia, Arc Orion invia una bambola con una copia delle abilità di combattimento del vincitore come prova finale, affermando che un vero uomo forte deve sconfiggere se stesso. Il vincitore sconfigge la bambola copia e dimostra la sua forza, e subito dopo che Arc Orion loda la sua forza, questi viene sorpreso dal Re Demone Lucifer, che stava cercando un'opportunità per cogliere l'occasione di Arc Orion, e lui cade. Il vincitore entra nel mondo dei demoni, affermando di non poter permettere al Re Demone di fare ciò che vuole con il Paradiso, e sconfigge il Re Demone. Quando torna in Paradiso, Arc Orion, le cui ferite sono guarite, gli concede il diritto di governare di nuovo il Paradiso, ma il vincitore rifiuta e il torneo termina.

## Modalità di gioco
Ragnagard è un picchiaduro che utilizza sprite pre-renderizzati simili a quello di Killer Instinct di Rare ma con delle meccaniche differenti. Il gioco presenta l'Aerial Battle System, ovvero un sistema di gioco dove se si tiene premuti i tasti del pugno debole e del calcio debole allo stesso tempo del proprio joystick, si potranno eseguire delle combo aeree molto utili per atterrare l'avversario. I giocatori possono anche caricare una barra dell'energia (basata su quattro elementi acqua, vento, fuoco e tuono, anche se ogni personaggio fa uso solamente di due dei quattro totali) che consente di eseguire Mosse Disperate (Desperation Moves). Le Mosse Super Disperate (Super Desperation Moves) possono essere eseguite solo se la barra della vita del giocatore è di colore rosso, in modo molto simile a quanto già visto nella serie The King of Fighters.

## Personaggi
| Dio           | Attributi      | Info |
| ------------- | -------------- | --- |
| Susano        | Fulmine, fuoco | 1025 anni. Il Drago Demone Druga, che un tempo aveva seminato il caos in Paradiso ed era stato sconfitto da Arc Orion, è rinato come Generale degli Dei grazie al potere di Arc Orion. Ha un buon rapporto con il Re degli Dei Arc Orion e sua figlia Kushinada. |
| Gokuu         | Vento, fuoco   | 824 anni. Un Generale degli Dei che siede sulla montagna sacra "Monte Hibana" e ha il compito di sconfiggere coloro che danneggiano il Paradiso. Il Paradiso è pacifico e non c'è modo di usare il suo potere, quindi si annoia e decide di partecipare al torneo. |
| Syuten-Dozi   | Fuoco, acqua   | 2034 anni. Partecipa al torneo sperando che Arc Orione possa spezzare la maledizione su suo figlio, che è stato maledetto da qualcuno e trasformato in vino. |
| Igret         | Fulmine, fuoco | 719 anni. Una dea della morte che considera suo compito guidare le anime dei defunti con la sua falce vivente Oberon come partner. Indossa sempre una maschera che le copre il volto e il suo sesso è sconosciuto. Ha scoperto che molti defunti hanno recentemente perso l'anima nei loro corpi e che vengono annientati insieme alle loro anime. Partecipa al torneo in cui si riuniscono gli dei, poiché crede che coloro che usano tali poteri debbano essere giudicati. |
| Seena         | Vento, acqua   | 519 anni. Figlia del dio del mare Nettuno, partecipa al torneo con un forte senso dell'avventura, portando con sé il tridente Leviatano, che ha trovato in un'avventura del passato. È anche una delle poche amiche del dio della morte Igret. |
| Benten        | Fulmine, vento | Età 521. Una generalessa divina che si occupa della fortuna, ma al momento è più interessata a ottenere fortuna che a concederla. Partecipa al torneo non per il controllo del cielo, ma per il tesoro più grande in cielo. |
| Chichi & Nene | Fulmine, vento | 312 anni. Sorelle gemelle che amano fare scherzi. Sebbene siano giovani, sono già Generali Divini, ma in questo torneo vengono trattate come una sola persona. Partecipano al torneo perché sembra divertente. Gli Dei del Vento e del Tuono dovrebbero essere una coppia, ma sarebbe ingiusto avere due ragazzi robusti, quindi sono stati trasformati in due bambini a tutti gli effetti, e si è pensato che sarebbe stato meglio che fossero carini, così sono diventati una coppia di ragazze. In Choshinkengi, i due si uniscono per diventare un unico dio come "Dio del Vento e del Tuono". |
| Binten        | Acqua, vento   | 5072 anni. Un vecchio amico di Arc Orion. Sebbene sia un dio della povertà, pensa che il suo lavoro sia toccare le natiche di belle donne e trascorre le sue giornate a toccare le natiche degli spiriti della pesca. Partecipa al torneo, forse con l'intenzione di usarlo come una storia da raccontare allo spirito della pesca. |

### Boss
| Entità    | Attributi      | Info |
| --------- | -------------- | --- |
| Arc Orion | Nessuno        | Il dio supremo che ha indetto questo torneo per creare un nuovo paradiso, la "Terra", in sostituzione dell'attuale paradiso, e per stabilire chi avrebbe governato i cieli. Sfida il vincitore del torneo a sconfiggere se stesso come prova finale e lo sfida a una copia del vincitore. Nel gioco, si tratta di una battaglia tra lo stesso personaggio, quindi il giocatore non può utilizzarlo.                           |
| Behemoth  | Fulmine, fuoco | 2021 anni. Un demone nato dalla mano destra del Re Demone. Un'incarnazione della distruzione alla pari di Druuga. Ama la distruzione senza alcuna lealtà verso il Re dei Demoni che lo ha creato. Sebbene non provi alcuna lealtà, considera il Re dei Demoni un caro amico e detesta Eelis. |
| Eelis     | Fulmine, vento | 2021 anni. Un demone nato dalla mano sinistra del Re dei Demoni. Sebbene crudele, non è malvagia ed è una fanciulla che ammira Druugar. Inizia ad avere dubbi sull'esecuzione degli ordini del Re dei Demoni e ammira il cielo luminoso, così invade il cielo con Behemoth. |
| Lucifer   | Fulmine, fuoco | Un essere di origine sconosciuta con sei enormi ali sulla schiena che ha dato alla luce demoni e divinità malvagie come Druugar e Behemoth. La sua età, così come quella di Arc Orion, è sconosciuta. Il boss finale di questo gioco. Se usato dal giocatore, la battaglia contro Arc Orion non avrà luogo e la battaglia finale sarà contro lo stesso personaggio, il cui nome sarà Gilfer, il fratello maggiore di Lucifer. |

## Conversioni e versioni alternative
Ragnagard fu successivamente convertito su Neo Geo AES, la versione console del Neo Geo MVS. Quest'edizione presenta continua limitati e diverse impostazioni di difficoltà. Successivamente il gioco fu ripubblicato tramite il servizio Virtual Console di Wii esclusivamente in Giappone negli ultimi mesi del 2011. Ragnagard è stato anche convertito su Neo Geo CD esclusivamente nel territorio nipponico; in tale incarnazione presenta un filmato introduttivo migliorato, musica di sottofondo di qualità leggermente superiore e altre modifiche di minor rilievo. Tale riedizione uscì successivamente su Sega Saturn, anche in questo caso solamente in Giappone. Presenta alcune nuove modalità e la personalizzazione del sistema di controllo, mentre parte della grafica e del gameplay del gioco sono stati migliorati e modificati. A differenza dell'edizione arcade e Neo Geo, in cui il giocatore poteva giocare come uno dei Boss tramite l'ausilio di un trucco, le edizioni per Neo Geo CD e Sega Saturn permettono al giocatore di vestire i panni dei boss solamente nella modalità Versus.

## Accoglienza
| Testata    | Versione | Giudizio |
| ---------- | -------- | -------- |
| AllGame    | AC       | 2.5/5    |
| EGM        | NG       | 4.675/10 |
| Famitsū    | SS       | 63/100   |
| M! Games   | SS       | 75%      |
| Player One | NGCD     | 78%      |

Ragnagard ricevette un'accoglienza generalmente mista dalla critica sin dalla sua uscita in arcade che per le altre piattaforme su cui venne distribuito.
Kyle Knight di AllGame ebbe opinioni differenti per quanto riguarda la presentazione visiva dei personaggi pre-renderizzati e la qualità dell'audio, ma criticò il problema di bilanciamento dei personaggi e il gameplay generale. I quattro recensori di Electronic Gaming Monthly hanno dato alla versione Neo Geo AES un 4.675 su 10. Crispin Boyer fu più contenuto nel suo giudizio, mentre gli altri tre colleghi stroncarono il gioco. Shawn Smith e Ken Williams lo trovarono noioso a causa dei movimenti instabili dei personaggi e del tempo di ritardo tra ogni mossa; Dan Hsu e Williams fecero un'osservazione riguardo alle animazioni, che nelle fasi pre-combattimento si rivelavano impressionanti, ma quando il combattimento iniziava la grafica diventa indistinguibile. Robert Bannert di MAN!AC ha elogiato il character design, ma ebbe pareri profondamente contrastanti riguardo alla conversione per Saturn per quanto riguardava alcuni aspetti del design. Christophe Delpierre di Player One paragonò lo stile visivo del gioco con quello di Killer Instinct.